# 柳内光子
柳内 光子（やない みつこ、1939年7月9日 - ）は、日本の実業家。東京都江戸川区出身。

## 人物
東京都立江東商業高等学校卒業。1957年に内山甚一商店に入社。1963年に兄とともに内山コンクリート工業（後に内山アドバンス）を設立し、生コンクリートメーカーとして成長させる。1985年に副社長に就任。
1969年に建設資材の総合商社・山一興産株式会社の設立に参画し、1984年に代表取締役社長に就任。1994年に社団法人ニュービジネス協議会の理事に就任し、女性経営者委員会の委員長を務めた。1998年より社会福祉事業にも取り組む。2004年に浦安商工会議所会頭に就任し、全国初の女性会頭となる。学校法人草苑学園学園長、社団法人浦安観光コンベンション協会特別理事。2014年、明治大学ガバナンス研究科修了。
映画「カルテット!」ではエグゼクティブ・プロデューサーとクレジットされている。2007年藍綬褒章、2012年渋沢栄一賞、2014年旭日小綬章を受章。